# Oxyrhachis caligula
Oxyrhachis caligula är en insektsart som beskrevs av Capener 1962. Oxyrhachis caligula ingår i släktet Oxyrhachis och familjen hornstritar. Inga underarter finns listade i Catalogue of Life.